# Shine (film)
Shine is een Australische romantische film uit 1996. De film gaat over het leven van David Helfgott (Melbourne, Australië, 19 mei, 1947) een Australische pianist. Hij is zowel bekend door zijn schizoaffectieve stoornis als door zijn pianospel.

## Verhaal
Een jonge man dwaalt door een zware regenbui en vindt zijn weg naar een nabijgelegen restaurant. De medewerkers van het restaurant proberen uit te vinden of hij hulp nodig heeft. Ondanks dat zijn manische manier van spreken moeilijk te begrijpen is, ontdekt de serveerster Sylvia dat zijn naam David Helfgott is en dat hij in een plaatselijk hotel verblijft. Sylvia brengt hem terug naar het hotel, en ondanks zijn pogingen om haar te betrekken bij zijn muzikale kennis en bezit van verschillende partituren, vertrekt ze.
Als kind groeit David op in een buitenwijk van Adelaide, Zuid-Australië, en doet hij mee aan een lokale muziekwedstrijd. Helfgott heeft leren spelen door zijn vader Peter, die geobsedeerd is door winnen en geen tolerantie heeft voor mislukking of ongehoorzaamheid. David wordt opgemerkt door de heer Rosen, een plaatselijke pianist die na een aanvankelijk conflict met Peter, de muzikale instructie van David overneemt.
Als tiener wint David het muzikale staatskampioenschap en wordt hij uitgenodigd om in de Verenigde Staten te studeren. Hoewel er plannen zijn gemaakt om geld in te zamelen om David naar Amerika te sturen en dat zijn familie aanvankelijk steun verleent, verbiedt Peter David om te vertrekken, omdat hij denkt dat zijn afwezigheid de familie zou vernietigen. Tot overmaat van ramp begint Peter David fysiek en mentaal te mishandelen, wat de rest van het gezin onder druk zet.
David blijft studeren en raakt bevriend met de plaatselijke romanschrijver en mede-oprichter van de Communistische Partij van Australië, Katharine Susannah Prichard. Davids talent groeit totdat hij een studiebeurs aangeboden krijgt aan het Royal College of Music in Londen. Dit keer kan David zich losmaken van zijn vader, aangemoedigd door Katharine. Zijn vader stelt echter een ultimatum, waardoor David in feite wordt verbannen: "Als je weggaat, ben je niet langer mijn zoon".
In Londen studeert David bij Dr. Cecil Parkes en doet mee aan een Pianoconcert-wedstrijd, waarbij hij ervoor kiest om het enorm veeleisende Derde Pianoconcert van Sergej Rachmaninov te spelen, een stuk dat hij als jong kind had geprobeerd te leren om zijn vader trots te maken.
Terwijl David oefent, raakt zijn gedrag steeds meer losgeslagen. David wint de wedstrijd, maar stort in en lijdt aan een zenuwinzinking. David wordt opgenomen in een psychiatrisch ziekenhuis en krijgt elektroshocktherapie om zijn aandoening te behandelen. David herstelt tot het punt waarop hij in staat is om terug te keren naar Australië, maar zijn pogingen om zich te verzoenen met zijn vader worden afgewezen vanwege diens mentaliteit dat David zijn familie in de steek heeft gelaten. Hierdoor valt David terug en wordt hij gedwongen opnieuw opgenomen te worden in een psychiatrische inrichting.
Jaren later herkent Beryl Alcott, een vrijwilliger bij de instelling, David en kent hij zijn muzikale talent. Beryl neemt hem mee naar huis, maar ontdekt dat hij moeilijk onder controle te houden is, onbedoeld destructief is en meer zorg nodig heeft dan zij kan bieden. Naarmate de tijd verstrijkt, heeft David moeite zich weer aan het leven in de bredere samenleving aan te passen en verlaat hij vaak het hotel om zijn interesses te stimuleren.
De volgende dag keert David terug naar het restaurant waar de klanten versteld staan van zijn vermogen om piano te spelen. Eén van de eigenaren raakt bevriend met David en zorgt voor hem. In ruil speelt David piano in het restaurant. Via de eigenaar wordt David voorgesteld aan een medewerker genaamd Gillian. David en Gillian worden al snel verliefd en trouwen. Met de hulp en steun van Gillian is David in staat om de dood van zijn vader te verwerken en een goed ontvangen comebackconcert op te voeren, waarmee hij zijn terugkeer naar de professionele muziek voorspelt.

## Rolverdeling
| Acteur              | Personage                   |
| ------------------- | --------------------------- |
| Geoffrey Rush       | David Helfgott              |
| Alex Rafalowicz     | David Helfgott (kind)       |
| Noah Taylor         | David Helfgott (adolescent) |
| Justin Braine       | Tony                        |
| Sonia Todd          | Sylvia                      |
| Chris Haywood       | Sam                         |
| Armin Mueller-Stahl | Peter Helfgott              |
| Nicholas Bell       | Ben Rosen                   |
| Marta Kaczmarek     | Rachel Helfgott             |
| Rebecca Gooden      | Margaret Helfgott           |
| Joey Kennedy        | Suzie Helfgott              |
| Danielle Cox        | Suzie Helfgott (kind)       |
| John Cousins        | Jim Minogue                 |
| Randall Berger      | Isaac Stern                 |
| Googie Withers      | Katharine Susannah Prichard |
| John Gielgud        | Cecil Parkes                |
| David King          | Viney                       |
| Robert Hands        | Robert                      |
| Marc Warren         | Ray                         |
| Neil Thomson        | RCOM-dirigent               |
| Beverley Dunn       | Beryl Alcott                |
| Lynn Redgrave       | Gillian                     |
| Ella Scott Lynch    | Jessica                     |
| John Martin         | Roger Woodward              |
| Stephen Sheehan     | Roger Woodward (adolescent) |
| Helen Dowell        | Sarah                       |
| Maria Dafnero       | Sonia                       |
| Richard Hansell     | Ashley                      |
| Louise Dorling      | Muriel                      |

## Prijzen en nominaties
| Jaar | Prijs                                                                  | Genomineerde(n)                                            | Uitslag  |
| ---- | ---------------------------------------------------------------------- | ---------------------------------------------------------- | -------- |
| 1997 | Academy Award for Actor in a Leading Role                              | Geoffrey Rush                                              | Gewonnen |
| 1997 | Golden Globe Award for Best Actor - Drama Film                         | Geoffrey Rush                                              | Gewonnen |
| 1996 | BAFTA Award for Best Actor in a Leading Role                           | Geoffrey Rush                                              | Gewonnen |
| 1997 | Satellite Award for Best Actor u2013 Motion Picture Drama              | Geoffrey Rush, James Woods                                 | Gewonnen |
| 1997 | Screen Actors Guild Award for Best Actor - Motion Picture              | Geoffrey Rush                                              | Gewonnen |
| 1996 | National Board of Review Award for Best Film                           | Scott Hicks                                                | Gewonnen |
| 1996 | New York Film Critics Circle Award for Best Actor                      | Geoffrey Rush                                              | Gewonnen |
| 1996 | BFCA Critics' Choice Award for Best Actor                              | Geoffrey Rush                                              | Gewonnen |
| 1996 | Los Angeles Film Critics Association Award for Best Actor              | Geoffrey Rush                                              | Gewonnen |
| 1997 | London Film Critics Circle Award for Best Actor                        | Geoffrey Rush                                              | Gewonnen |
| 1997 | Satellite Award for Best Supporting Actor u2013 Drama                  | Armin Mueller-Stahl                                        | Gewonnen |
| 1996 | BAFTA Award for Best Sound                                             | Jim Greenhorn, Toivo Lember, Livia Ruzic, Roger Savage     | Gewonnen |
| 1996 | Australian Film Institute Award for Best Film                          | Jane Scott                                                 | Gewonnen |
| 1996 | Australian Film Institute Award for Best Direction                     | Scott Hicks                                                | Gewonnen |
| 1996 | Australian Film Institute Award for Best Original Music Score          | David Hirschfelder                                         | Gewonnen |
| 1996 | Australian Film Institute Award for Best Actor in a Leading Role       | Geoffrey Rush                                              | Gewonnen |
| 1996 | Australian Film Institute Award for Best Actor in a Supporting Role    | Armin Mueller-Stahl                                        | Gewonnen |
| 1996 | Australian Film Institute Award for Best Screenplay, Original          | Jan Sardi                                                  | Gewonnen |
| 1996 | Australian Film Institute Award for Best Achievement in Sound          | Toivo Lember, Roger Savage, Livia Ruzic, Gareth Vanderhope | Gewonnen |
| 1996 | Australian Film Institute Award for Best Achievement in Editing        | Pip Karmel                                                 | Gewonnen |
| 1996 | Australian Film Institute Award for Best Achievement in Cinematography | Geoffrey Simpson                                           | Gewonnen |